# Sedenia cervalis
Sedenia cervalis là một loài bướm đêm trong họ Crambidae.